# Диктант

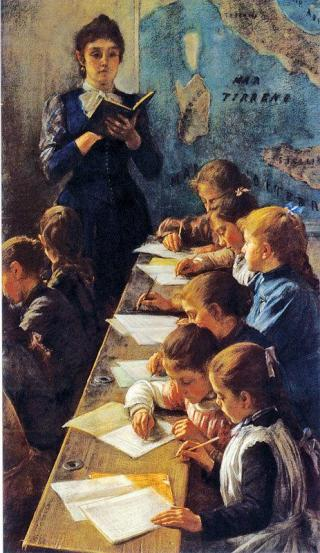
«Урок диктанту»(1891), картина Деметріо Косоли

Дикта́нт (від лат. dictare — повторювати; диктувати, наказувати) — форма письмового контролю в навчальних закладах середньої освіти, вправа для засвоєння або перевірки грамотності, що полягає в записуванні тексту, який диктується.
Диктант може бути повторювальним або закріплювальним. Перший має на меті ознайомлення з правилами граматики та вправу в них. Він має бути повинен систематичним і складатися у зв'язку з пройденим об'ємом курса граматики. Предметами такого диктанту служать окремі фрази або й цілі статті.
Закріплювальні диктанти частіше використовуються при проходженні синтаксису. З метою закріплення граматичних правил цей диктант завжди повинен супроводжуватися розбором.
Диктанти застосовують також у музичній освіті. Музичний диктант являє собою запис по слуху мелодій, а також невеликих двох-, трьох- і чотириголосних музичних побудов. Звичайно музичний диктант виконується на фортепіано, одноголосі диктанти іноді співаються педагогом або граються на смичкових інструментах. Музичний диктант є одним із методів розвитку музикального слуху в заняттях по сольфеджіо.